# 대전시립교향악단
대전시립교향악단(大田市立交響樂團, Daejeon Philharmonic Orchestra)은 대전광역시에 있는 교향악단이다. 1984년 1월에 창단되었으며, 초대 예술감독 겸 상임 지휘자는 정두영이었다.
정두영 이후로 안주용(1997), 금난새(1998-1999), 함신익(2001-2006), 에드몬 콜로메르(2007-2009), 장윤성(2009~2010) 금노상(2011~2016) 제임스 저드(2016~2022)에 이어 2023년부터 여자경 지휘자가 제 9대 예술감독 겸 상임지휘자로 재직하고 있다. 제 1악장은 김필균 폴, 제 2악장은 태선이가 맡고 있다. 주요 공연장은 대전예술의전당이다.
2004년에는 창단 이후 최초로 미국에서 순회 공연을 가졌으며, 이듬해인 2005년 10월에는 아시아 오케스트라 위크에 한국 대표 악단으로 참가해 도쿄와 오사카에서 공연했다.
관객들로부터 절대적인 호응을 이끌어내며 마스터즈 시리즈 시즌 전회 매진의 기록을 세웠고, 한국 오케스트라 최초 무지크페어라인 골드홀을 비롯한 체코 프라하 스메타나홀, 헝가리 부다페스트, 독일 뮌헨으로이어지는 유럽투어에서 유럽인들의 뜨거운 기립박수를 이끌어 냈다. 2017년에는 프랑스 ‘생말로 페스티벌’, 독일 ‘자를란트 뮤직 페스티벌’에 초청받아 클래식의 본고장 관객들에게 깊은 인상을 남겼다.